# Antonio Hernández Morejón
Antonio Hernández Morejón (Alaejos, 7 de julio de 1773-Madrid, 14 de julio de 1836) fue un médico e historiador español del periodo ilustrado.

## Biografía
Nacido el 7 de julio de 1773 en la localidad vallisoletana de Alaejos, a los cuatro años viaja con su familia a Vich, donde un tío párroco le educó; a los veinte años (1792), fue a la Universidad de Valencia, donde obtuvo el grado de bachiller en Medicina el 10 de junio de 1798; al poco le habilitó la Subdelegación del Protomedicato de Valencia para poder ejercer como médico y en ese mismo año se casó el 16 de julio de 1798 con Vicenta Maseras, hija de su profesor Francisco Maseras, catedrático perpetuo de curso y prior del claustro de Medicina. En 1802, con veintinueve años, era médico titular de la villa de Benigánim en la comarca del Valle de Albaida de Valencia, donde empezó a estudiar la botánica del lugar, a iniciar estudios de historia de la medicina y a vacunar a la población de esta comarca con la novedosa vacuna antivariólica de Edward Jenner; escribió un trabajo sobre esto último que quedó inédito. Además participó en el debate en torno al sistema browniano. 
La Junta de Sanidad de Valencia le comisionó a Onil, donde había una epidemia, y allí organizó un lazareto en la sierra de la Solana; el éxito en esa empresa le valió ser enviado a Mahón, donde había otra epidemia de peste, con el título a propuesta del Tribunal del Protomedicato de primer médico del hospital militar de Menorca, empezando la carrera de médico castrense. Aprovechó para investigar la historia natural de Menorca y redactó una topografía médica de la isla; estuvo con el ejército en Mahón hasta 1805, en que volvió a la península ibérica, concretamente a Soria, por motivos de salud. Se declaró la Guerra de la Independencia, y ejerció como médico militar en campañas de lucha antiepidémica y como director de hospitales de campaña. En Murcia hizo frente a una epidemia de fiebre amarilla, con lo que consolidó su reputación de médico higienista.
Al terminar la guerra se fue a vivir a Madrid, donde en 1813 obtuvo por oposición una cátedra de clínica en los estudios de medicina práctica de Madrid y formó parte de la junta de gobierno del Real Colegio de Medicina de Madrid, creado en 1795; fue nombrado médico de número de la Real Cámara y publicó en Valencia Juicio imparcial sobre la reunión de la medicina con la cirugía y relaciones con la farmacia con entrambas. Todo esto le convirtió en figura influyente y de prestigio y le nombraron además consultor e inspector de la Suprema Junta de Sanidad (1817), y protomédico general de los ejércitos nacionales (1820). En 1823, sin embargo, fue separado de la cátedra y del puesto de médico de cámara por desafecto al régimen liberal; le repusieron en 1827 y con el nuevo plan de estudios, pese a no estar examinado de cirujano, pasó a ser profesor de la Clínica San Carlos. Se jubiló en 1835 y falleció en Madrid el 14 de julio de 1836 por una apoplejía, cuando ultimaba y corregía los manuscritos de su biobibliografía de historia de la medicina española.

## Obras
- Historia bibliográfica de la medicina española. Vol. 1, 2, 3, 4 y 5 Madrid, Imp. Vda. de Jordán e Hijos, 1842, 1843, 1843, 1846, 1847; Vol. 6 y 7 Madrid, Imp. Calle de San Vicente, a cargo de D. Celestino G. Álvarez, 1850, 1852.